# Dalhousiea africana
Dalhousiea africana là một loài thực vật có hoa trong họ Đậu. Loài này được S.Moore miêu tả khoa học đầu tiên.